# Félix Taymans
Georges Félix Jean Baptiste Taymans (* 31. Oktober 1889 in Brüssel; † unbekannt) war ein belgischer Ruderer.

## Biografie
Félix Taymans gewann bei den Europameisterschaften 1920 in Mâcon Silber mit dem Achter des Cercle des Régates de Bruxelles. Bei den Olympischen Sommerspielen 1920 in Antwerpen schied er mit der belgischen Crew in der Achter-Regatta im Vorlauf aus. Zwei Jahre später gewann er bei den Europameisterschaften in Barcelona Silber im Einer und 1924 Bronze im Doppelzweier.